# Les Baigneuses de Californie
Les Baigneuses de Californie est une pièce de théâtre de Jean-Jacques Varoujean dont la création a eu lieu à Paris en 1986.

## Création
La création de la pièce a eu lieu le 22 avril 1986 au Théâtre national de l'Odéon, à Paris.
- Mise en scène : Roland Monod
- Scénographie : Osanne
- Lumières : Alain Banville
- Son : René Soulivet
- Interprétations :
  - Robert Etcheverry
  - Nadine Servan
  - Sonia Vollereaux